# Dicranomyia (Dicranomyia) posticanivea
Dicranomyia (Dicranomyia) posticanivea is een tweevleugelige uit de familie steltmuggen (Limoniidae). De soort komt voor in het Australaziatisch gebied.